# 臺北州立臺北第二中學校
台灣日治時期的台北州立台北第二中學校於1922年（大正11年）5月8日以地方人士之倡議設立，設校於萬華的艋舺清水祖師廟（臺北市萬華區康定路），1925年（大正14年）於台北市中正區創建校舍，翌年夏天落成遷入啟用，並訂5月17日鄭成功登陸臺灣之日為校慶。1946年改名為臺灣省立臺北成功中學，即今日的台北市立成功高級中學。
台北二中以日治史上重要的反日與左派運動聞名。1936年，李沛霖、楊友川、林水旺組織列星會準備发動武裝抗日，但活动失败，十六名學生遭日警逮捕，雷燦南更遭日警刑求致死。爾後，吳克泰、林如堉、李蒼降等皆受鼓舞於日後投身反日行列。

## 知名校友
- 中央研究院院士曹永和[3]